# Quercus baloot
Quercus baloot là một loài thực vật có hoa trong họ Cử. Loài này được Griff. miêu tả khoa học đầu tiên năm 1848.